# والتر سكوت مور
والتر سكوت مور (بالإنجليزية: Walter Scott Moore)‏ هو سياسي أمريكي، ولد في 1853، وتوفي في 1919. حزبياً، نشط في الحزب الجمهوري.